# Sugar (musical)
Sugar és un musical amb un llibre de Peter Stone, música de Jule Styne i lletres de Bob Merrill. Es basa en la pel·lícula Some Like It Hot de 1959, que va ser adaptada per Billy Wilder i I.A.L. Diamond a partir d’una història de Robert Thoeren i Michael Logan. Es va estrenar a Broadway el 1972 i es va representar al West End vint anys després. El 2015 es va produir en català a Barcelona.

## Sinopsi
Dos músics a l'atur, el baixista Jerry i el saxofonista Joe, són testimonis de la massacre del Dia de Sant Valentí a Chicago. Per tal d'escapar del gàngster Spats Palazzo i els seus sequaços, es vesteixen de dona i s'uneixen a Sweet Sue i Her Society Syncopaters, una banda femenina a punt de sortir de la ciutat per un compromís en un hotel de Miami Beach.
Les complicacions sorgeixen quan Joe, ara conegut com a Josephine, s'enamora de la bella cantant de la banda Sugar Kane, que té un lleu problema de consum d'alcohol que tendeix a interferir amb la seva capacitat per triar sàviament una parella romàntica. Més que res, Sugar vol casar-se amb un milionari, cosa que fa que Joe es disfressi de l'home dels seus somnis.
Mentrestant, Osgood Fielding Jr., ric i ancià, persegueix a Daphne, sense saber que realment és en Jerry disfressat. Per molt que sàpiga que necessita revelar el seu veritable gènere al seu excessiu amor, Jerry comença a gaudir de tots els cars regals que se li fa.
El caos total esclata quan Spats i la seva colla baixen a l'hotel i s'adonen de qui són realment Josephine i Daphne.

## Cançons
| Acte I - "When You Meet a Man in Chicago" - Sweet Sue i All Girl Band - "Penniless Bums" - Jerry, Joe i Músics aturats - "Tear the Town Apart" - Spats's Gang - "The Beauty That Drives Men Mad" - Jerry i Joe - "We Could Be Close" - Jerry i Sugar Kane - "Sun on My Face" - Jerry, Joe, Sugar Kane, Sweet Sue, Bienstock i Conjunt - "November Song" - Millionaris i Osgood Fielding Jr. - "Sugar - Jerry i Joe | Acte II - "Hey, Why Not!" - Sugar Kane i Conjunt - "Beautiful Through i Through" - Osgood Fielding Jr. i Jerry - "What Do You Give to a Man Who's Had Everything?" - Joe i Sugar Kane - "Magic Nights" - Jerry - "It's Always Love" - Joe - "When You Meet a Man in Chicago" - Jerry, Joe, Sugar Kane, Sweet Sue, All Girl Band i Cor Com a cançó final, "People in My Life" (Sugar) va ser retirada durant les prèvies, però ha aparegut en algunes produccions posteriors. |

## Produccions
Produït per David Merrick i dirigit i coreografiat per Gower Champion, Sugar es va estrenar al Majestic Theatre de Broadway el 9 d'abril de 1972 després de 14 prèvies i va tancar el 23 de juny de 1973 després de 505 representacions. El repartiment de la nit d'estrena incloïa Robert Morse com Jerry/Daphne, Tony Roberts com Joe/Josephine, Elaine Joyce com Sugar Kane, Cyril Ritchard com Osgood Fielding Jr., Sheila Smith com Sweet Sue, i Steve Condos com Spats Palazzo. El disseny de l'escenografia ser de Robin Wagner, el vestuari d' Alvin Colt i el disseny d'il·luminació de Martin Aronstein. Elaine Joyce va ser substituïda per Pamela Blair més tard en la carrera.
El 1975 es va produir una versió al Teatro de los Insurgentes de Ciutat de Mèxic. Va estar protagonitzada pel cantant Enrique Guzmán i els actors Héctor Bonilla (alternant amb Xavier López "Chabelo") i Sylvia Pasquel.. A causa del gran èxit, el musical es va representar a Madrid dos anys després, amb la majoria del repartiment original de Mèxic.
El 1986 es va representar una producció molt reeixida al teatre Lola Membrives de Buenos Aires, Argentina. Susana Giménez com a Sugar Kane, Arturo Puig com Joe/Josephine i Ricardo Darín com Jerry/Daphne van ser els protagonistes d'aquesta versió acompanyats de Norma Pons, Ambar La Fox, Roberto Catarineu, Francisco Nápoli i Gogó Andreu com a Osgood Fielding Jr. El director d'aquesta versió escènica recordada, que es va tancar tres anys més tard, el 1988, va ser Mario Morgan.
Representat el 1991 al West Yorkshire Playhouse dirigit per Jude Kelly. Tommy Steel va veure l'actuació i la producció del West End, protagonitzada per Tommy Steele, es va estrenar al Prince Edward Theatre el 19 de març de 1992 i va tancar el 20 de juny de 1992. La producció va tornar al títol de la pel·lícula Some Like It Hot.
Una gira nacional pels Estats Units del 2002-2003 va ser protagonitzada per Tony Curtis com Osgood Fielding Jr. en una producció revisada, titulada Some Like It Hot: The Musical. Curtis havia interpretat a Joe a la pel·lícula original. Aquest guarda-roba nacional es mostra a la col·lecció Costume World Broadway Collection a Pompano Beach, Florida.
Una nova producció de l'espectacle es va presentar al Westchester Broadway Theatre d' Elmsford, Nova York, d' abril de 2010 a juliol de 2010.
Al febrer / març de 2011, Pimlico Opera va presentar una nova producció a Gran Bretanya a Send Prison a Surrey. El repartiment incloïa actors professionals i reclusos.
Una producció danesa de l'espectacle es va estrenar el 2011 al Folketeateret de Copenhaguen amb el títol "Ingen er Fuldkommen" ("Ningú és perfecte"). L'espectacle es va inaugurar a l'octubre i va tenir com a protagonista l'actriu musical danesa Maria Lucia.
42nd Street Moon va presentar Sugar com a part de la seva 19a temporada, del 4 al 22 d'abril de 2012.
El 18 de desembre de 2015 es va estrenar en català "Sugar, Ningú no és perfecte" al Teatre Gaudí de Barcelona, amb els actors Bealia Guerra com Sugar, Xavi Duch i Oriol, Burés com Jerry, Ivan Labanda i Lluís Canet com Joe i Pep Cortés com Osgood Fielding i dirigida per Pau Doz. Aquesta producció va obtenir el Premi de la Crítica 2015 a millor musical.
El novembre del 2016 l'espectacle va tornar a Barcelona amb una escenografia "renovada i potent" al l'Eixample Teatre.
El 2019, el musical tornà al Teatro de los Insurgentes, a Ciutat de Mèxic. El repartiment inclogué actors mexicans famosos com Arath de la Torre i Ariel Miramontes.

## Recepció crítica
En la seva revisió de la producció de Broadway, el crític teatral de Time, TE Kalem, va pensar que el musical "s'ha processat, refinat i filtrat tan a fons que ha perdut l'energia natural que fa que un bon musical sigui fort i sa". Va afegir: "Si les cançons humils són un avantatge, les cançons de Jule Styne són humils, tot i que potser no sabeu del tot el nombre homogeneïtzat que tararegeu. Pel que fa a les lletres de Bob Merrill, són els productes treballats d'un home que plana sobre un diccionari de rimes. Sugar és gairebé el cas d'un llibre de text d'un musical nascut després de la seva època. Pot gaudir d'una gran quantitat de favor del públic. Però en els darrers tres anys, Company i Follies han alterat la perspectiva crítica proporcionant una forma musical lliure, intel·ligent, irònica, madura i capaç de mantenir personatges tridimensionals. "Va concloure:" Això no vol dir que el gran musical a l'antiga estigui condemnat irrevocablement, però ha de tenir un estat d'ànim, una manera i un significat singulars. En cas contrari, només queda, com indica Sugar, una mostra estèril de tècniques d'alta brillantor. "
Dyan McBride, director d'una producció del musical a San Francisco el 2012, va assenyalar en una entrevista que "Escrit el 1972, Sugar realment té una de les últimes partitures de l'Edat d'Or de Broadway ... Podeu sentir que Broadway comença a venir ... .. Aquesta no és una partitura de rock i roll; en realitat és una partitura jazzística. Però podeu començar a sentir canviar les coses; hi ha una mica de saló i podeu escoltar una mica de Bob Goulet ".

## Premis i nominacions

### Producció original de Broadway
| Any  | Premi               | Categoria                            | Nominat                        | Resultat  |
| ---- | ------------------- | ------------------------------------ | ------------------------------ | --------- |
| 1973 | Premis Tony         | Millor musical                       | Millor musical                 | Nominat   |
| 1973 | Premis Tony         | Millor actor protagonista de musical | Robert Morse                   | Nominat   |
| 1973 | Premis Tony         | Millor direcció de musical           | Gower Champion                 | Nominat   |
| 1973 | Premis Tony         | Millor coreografia                   | Gower Champion                 | Nominat   |
| 1973 | Premi Drama Desk    | Actor més destacat a un musical      | Robert Morse                   | Guanyador |
| 1973 | Premi Theatre World | Premi Theatre World                  | Elaine Joyce                   | Guanyador |
| 1973 | Premi Grammy        | Millor àlbum de teatre musical       | Millor àlbum de teatre musical | Nominat   |

### Producció de Barcelona
| Any  | Premi               | Categoria                | Nominat        | Resultat  |
| ---- | ------------------- | ------------------------ | -------------- | --------- |
| 2015 | Premi de la Crítica | Millor musical           | Millor musical | Guanyador |
| 2016 | Premis Butaca       | Millor musical           | Millor musical | Nominat   |
| 2016 | Premis Butaca       | Millor actriu de musical | Bealia Guerra  | Nominada  |
| 2016 | Premis Butaca       | Millor actor de musical  | Xavi Duch      | Nominat   |
| 2016 | Premis Butaca       | Millor actor de musical  | Ivan Labanda   | Nominat   |